# Mon ami Josélito
Pour plus de détails, voir Fiche technique et Distribution.
Mon ami Joselito (Bello recuerdo) est un film espagnol réalisé par Antonio del Amo, sorti en 1961. 

## Fiche technique
- Titre original : Bello recuerdo
- Réalisation : Antonio del Amo
- Scénario : Jaime García Herranz
- Photographie : Afredo Fraile
- Musique : Manuel Parada
- Montage: Petra de Nieva
- Durée : 104 min

## Distribution
- Joselito : Joselito
- Libertad Lamarque : Lucy
- Sara García : Doña Sara
- Roberto Camardiel : Ramon
- Salvador Soler Marí
- Antonio Gandía
- Félix Fernández
- Manuel de Juan